# William Becklean
William Russell Becklean (Kansas City, 23 de junio de 1936) es un deportista estadounidense que compitió en remo como timonel. Participó en los Juegos Olímpicos de Melbourne 1956, obteniendo una medalla de oro en la prueba de ocho con timonel.

## Palmarés internacional
| Juegos Olímpicos | Juegos Olímpicos      | Juegos Olímpicos | Juegos Olímpicos |
| Año              | Lugar                 | Medalla          | Prueba           |
| ---------------- | --------------------- | ---------------- | ---------------- |
| 1956             | Melbourne (Australia) | Medalla de oro   | Ocho con timonel |